# Kind Lady (1951)
Kind Lady is een Amerikaanse thriller uit 1951 onder regie van John Sturges.

## Verhaal
Marry Herries is verzot op kunst en mooie meubels. Op een dag leert ze Elcott kennen, een jonge schilder die zijn kunst gebruikt om haar leven binnen te treden. Ze weet echter niet dat hij alleen uit is op haar bezittingen.

## Rolverdeling
| Acteur              | Personage             |
| ------------------- | --------------------- |
| Ethel Barrymore     | Mary Herries          |
| Maurice Evans       | Henry Springer Elcott |
| Angela Lansbury     | Mevrouw Edwards       |
| Keenan Wynn         | Mijnheer Edwards      |
| Betsy Blair         | Ada Elcott            |
| John Williams       | Mijnheer Foster       |
| Doris Lloyd         | Rose                  |
| John O'Malley       | Antiquair             |
| Henri Letondal      | Mijnheer Malaquaise   |
| Moyna MacGill       | Mevrouw Harkley       |
| Barry Bernard       | Mijnheer Harkley      |
| Sally Cooper        | Lucy Weston           |
| Arthur Gould-Porter | Chauffeur             |
| Sherlee Collier     | Aggie Edwards         |
| Phyllis Morris      | Dora                  |